# Millipede
Millipede es un videojuego arcade publicado en 1982 por Atari. Es la secuela de Centipede.

## Descripción
Millipede es un juego de disparos de dos dimensiones. Vd. utiliza a su tirador para eliminar a los insectos y los hongos. Su trabajo no será fácil, sin embargo, ya que tendrá que lidiar con múltiples enemigos. Además, cada uno de estos enemigos tiene un patrón de ataque por lo que deberá conocer la forma en que actúan para terminar exitosamente cada ronda. Su sueño de convertirse en exterminador se acaba de convertir en realidad.

## Diferencias entreCentipedeyMillipede
- En lugar de un ciempiés y tres enemigos, ahora el jugador se enfrenta a un milpiés y siete enemigos.
- En adición a las pulgas dejando hongos en su camino, la libélula hará lo mismo. Sin embargo, mientras la abeja viaja en línea recta, la libélula se desplaza en zig-zag.
- Los escarabajos transforman los hongos en flores que sólo pueden ser destruidos por bombas de DDT o por las arañas.
- En algunos niveles habrá hongos que desaparecen mientras otros crecen en lugares aleatorios.
- Los disparos del jugador son diferentes.
- La pantalla desciende un nivel al terminar un nivel o al dispararle a un escarabajo. Por otra parte, los mosquitos hacen a la pantalla ascender un nivel.
- Diferentes eventos se basan en cuántos segmentos posee el milpiés.
- Bombas de DDT (un químico que se usaba para control de plagas) han sido añadidas para ayudar al jugador a eliminar áreas de insectos, flores y hongos.
- El jugador puede iniciar el juego con un puntaje mayor a cero. Mientras más alto sea el puntaje para comenzar a jugar, mayor será la dificultad del juego.

## Puntaciones
- Milpiés (cuerpo): 10 puntos
- Milpiés (cabeza): 100 puntos
- Araña: 300, 600, 900, 1200 puntos (los puntos aumentan mientras más cerca esté la araña del jugador cuando se le dispare)
- Tijereta: 1000 puntos
- Bomba de DDT: 800 puntos
- Libélula: 500 puntos
- Mosquito: 400 puntos
- Escarabajo: 300 puntos
- Abeja: 200 puntos (toma dos disparos destruirlas)
- Gusano de tierra: 100 puntos
- Hongos normales y envenenados: 1 punto (toma cuatro disparos destruirlos). Cuando el camino de hongos es restaurado al perder una vida, cada hongo parcialmente destruido, envenenado o flor le regala al jugador cinco puntos.
- Redadas: 100 puntos por insectos con incrementos de 100 puntos por cada insecto hasta un máximo de 1000 puntos.

## Serie
1. Centipede (1981)
2. Millipede (1982)

## Versiones hogareñas

### Consolas
- Atari 2600 (1983)
- Atari 5200 (1984)
- Atari XEGS
- Nintendo Famicom (1983)
- Nintendo Game Boy (1995, "Centipede / Millipede")
- Sony PlayStation (1998, "Arcade's Greatest Hits - The Atari Collection 2")
- Sony PlayStation (2001, "Atari Anniversary Edition")
- Sega Dreamcast (2001, "Atari Anniversary Edition")
- Sony PlayStation 2 (2004, "Atari Anthology")
- Microsoft XBOX (2004, "Atari Anthology")
- Nintendo Game Boy Advance (2005, "Millipede / Super Breakout / Lunar Lander")

### Computadoras
- Atari 800 (1983)
- Atari ST (1986)
- Tandy Color Computer (1987, "Kingpede")
- IBM-PC [CD-Rom] (2000, "Atari Arcade hits 2")
- IBM-PC [CD-Rom] (2001, "Atari Anniversary Edition")
- IBM-PC [CD-Rom] (2003, "Atari - 80 Classic Games in One!")

### Otros
- Nokia N-Gage (2005, "Atari Masterpieces Volume 1")
- Atari Flashback 2 (2005)